# Alfredo Chiàppori
Alfredo Chiàppori (* 27. August 1943 in Lecco; † 14. Oktober 2022 ebenda) war ein italienischer Comiczeichner und Illustrator.
Nach Abschluss eines Kunststudiums in Fano im Jahr 1965 war Chiàppori als Kunstmaler tätig, bevor er 1967 Lehrer für Kunst und Geschichte in seiner Geburtsstadt Lecco wurde. Im Jahr 1968 schuf Chiàppori seine bekannteste Comicfigur Up il Sovversivo, ein kopfüber auf der Decke stehendes Männchen. 1969 veröffentlichte er erste Zeichnungen in der italienischen Comiczeitschrift Linus. Seinen Durchbruch schaffte er zu Beginn der 1970er Jahre, nachdem er bereits mehrere Bücher herausgebracht hatte. Seitdem hat Chiàppori für diverse Zeitungen und Zeitschriften gezeichnet und zahlreiche Bücher illustriert.